# Liste des lieux patrimoniaux du centre de Terre-Neuve
Cet article recense les lieux patrimoniaux du centre de Terre-Neuve inscrits au répertoire des lieux patrimoniaux du Canada, qu'ils soient de niveau provincial, fédéral ou municipal. 
Pour plus de commodité, la liste des lieux patrimoniaux de Terre-Neuve-et-Labrador est divisée par région ou municipalités locales, étant donné qu'il existe plusieurs milliers de lieux patrimoniaux à Terre-Neuve-et-Labrador. Ceci est un choix rédactionnel et non pas officiel.

## Listes
- Saint-Jean de Terre-Neuve
- Péninsule d'Avalon (excluant Saint-Jean de Terre-Neuve)
- Péninsule de Bonavista
- Centre de Terre-Neuve
- Ouest de Terre-Neuve
- Labrador

- Haut – A
- B
- C
- D
- E
- F
- G
- H
- I
- J
- K
- L
- M
- N
- O
- P
- Q
- R
- S
- T
- U
- V
- W
- X
- Y
- Z
- 0-9

| [ 1 ] | Lieu patrimonial                                                                       | Illustration                                                           | Municipalité                            | Adresse               | Coordonnées      | No    | Constr. | Prot.                                          | Rec. | Notes |
| ----- | -------------------------------------------------------------------------------------- | ---------------------------------------------------------------------- | --------------------------------------- | --------------------- | ---------------- | ----- | ------- | ---------------------------------------------- | ---- | ----- |
| P     | Cluett House Registered Heritage Structure                                             | Téléverser                                                             | Belleoram                               |                       | 47.5167 -55.4167 | 2089  |         | Registered Heritage Structure                  | 1992 |       |
| P     | Connaught Hall Masonic Lodge 9                                                         | Téléverser                                                             | Botwood                                 |                       | 49.1434 -55.3411 | 2325  | 1914    | Registered Heritage Structure                  | 1996 |       |
| F     | Lieu historique national du Canada du Site-Béothuk-de-Boyd's Cove                      | Téléverser                                                             | Boyd's Cove                             |                       | 49.4626 -54.6294 | 10557 |         | National Historic Site of Canada               | 1995 |       |
| P     | Kean's General Store                                                                   | Téléverser                                                             | Brookfield                              |                       | 49.1404 -53.5827 | 1994  | 1890    | Registered Heritage Structure                  | 1988 |       |
| M     | Lucky Strike Deckhead Municipal Heritage Structure                                     | Téléverser                                                             | Buchans                                 |                       | 48.8234 -56.8539 | 7310  | 1928    | Municipal Heritage Building, Structure or Land | 2007 |       |
| P     | Bank of Nova Scotia                                                                    | Téléverser                                                             | Burin                                   |                       | 47.0755 -55.1389 | 2016  | 1910    | Registered Heritage Structure                  | 2001 |       |
| M     | Church of England Cemetery Municipal Heritage Site                                     | Téléverser                                                             | Burnt Islands                           |                       | 47.5992 -58.8903 | 13793 |         | Municipal Heritage Building, Structure or Land | 2009 |       |
| F     | Phare de cap Ray                                                                       | Phare de cap Ray                                                       | Cape Ray                                |                       | 47.6211 -59.3039 | 13113 | 1960    | Recognized Federal Heritage Building           | 2007 |       |
| P     | John and Ann Brinson House                                                             | Téléverser                                                             | Carmanville South                       |                       | 49.3994 -54.2599 | 2134  | 1890    | Registered Heritage Structure                  | 2002 |       |
| P     | Torraville Property                                                                    | Téléverser                                                             | Change Islands                          |                       | 49.6716 -54.4076 | 2192  | 1934    | Registered Heritage Structure                  | 2004 |       |
| F     | Phare de Channel Head                                                                  | Phare de Channel Head                                                  | Channel-Port aux Basques                |                       | 47.566 -59.1239  | 3901  | 1875    | Recognized Federal Heritage Building           | 1988 |       |
| P     | Fleur de Lys Dorset Soapstone Quarry                                                   | Téléverser                                                             | Fleur de Lys                            |                       | 50.1197 -56.1241 | 4127  |         | Registered Historic Site                       | 1987 |       |
| M     | Bleak House Municipal Heritage Building                                                | Téléverser                                                             | Fogo                                    |                       | 49.7182 -54.2861 | 10194 |         | Municipal Heritage Building, Structure or Land | 2008 |       |
| P     | Bleak House Registered Heritage Structure                                              | Téléverser                                                             | Fogo                                    |                       | 49.7182 -54.2861 | 1891  |         | Registered Heritage Structure                  | 1985 |       |
| M     | Fogo Courthouse and Public Building Municipal Heritage Site                            | Téléverser                                                             | Fogo                                    |                       | 49.715 -54.281   | 15365 |         | Municipal Heritage Building, Structure or Land | 2009 |       |
| P     | Fogo United Church                                                                     | Téléverser                                                             | Fogo                                    |                       | 49.7148 -54.2822 | 2024  | 1877    | Registered Heritage Structure                  | 1997 |       |
| M     | Old Schoolhouse Municipal Heritage Building                                            | Téléverser                                                             | Fogo                                    |                       | 49.715 -54.2827  | 10195 | 1888    | Municipal Heritage Building, Structure or Land | 2008 |       |
| M     | St. Andrew's Anglican Church and Cemetery Municipal Heritage Site                      | St. Andrew's Anglican Church and Cemetery Municipal Heritage Site      | Fogo                                    |                       | 49.715 -54.2801  | 8143  |         | Municipal Heritage Building, Structure or Land | 2007 |       |
| M     | Fortune Fishing Sheds Municipal Heritage Site                                          | Téléverser                                                             | Fortune                                 |                       | 47.0736 -55.8264 | 5866  |         | Municipal Heritage Building, Structure or Land | 2006 |       |
| M     | George and Mary Lake House Municipal Heritage Site                                     | Téléverser                                                             | Fortune                                 |                       | 47.0743 -55.8279 | 5763  |         | Municipal Heritage Building, Structure or Land | 2006 |       |
| M     | Victoria Hall Masonic Lodge 1378 Municipal Heritage Site                               | Téléverser                                                             | Fortune                                 |                       | 47.0736 -55.8264 | 5963  | 1882    | Municipal Heritage Building, Structure or Land | 2006 |       |
| F     | Tour de phare                                                                          | Téléverser                                                             | Fortune Bay                             |                       | 47.4732 -55.4056 | 3903  | 1908    | Recognized Federal Heritage Building           | 1989 |       |
| P     | Buffett House Registered Heritage Structure                                            | Téléverser                                                             | Grand Bank                              |                       | 47.1022 -55.7542 | 7779  |         | Registered Heritage Structure                  | 2007 |       |
| F     | Dépôt d'appâts                                                                         | Téléverser                                                             | Grand Bank                              | 16 Lower Water Street | 47.1005 -55.75   | 2008  | 1948    | Recognized Federal Heritage Building           | 2003 |       |
| P     | Fidelity Lodge 5                                                                       | Téléverser                                                             | Grand Bank                              |                       | 47.1023 -55.7559 | 1893  | 1905    | Registered Heritage Structure                  | 1989 |       |
| M     | Fidelity Masonic Lodge 5 Municipal Heritage Building                                   | Téléverser                                                             | Grand Bank                              |                       | 47.1023 -55.7559 | 7458  | 1905    | Municipal Heritage Building, Structure or Land | 2007 |       |
| M     | Frazer Park Municipal Heritage Site                                                    | Téléverser                                                             | Grand Bank                              |                       | 47.101 -55.754   | 7459  |         | Municipal Heritage Building, Structure or Land | 2007 |       |
| P     | George C. Harris House                                                                 | Téléverser                                                             | Grand Bank                              |                       | 47.1007 -55.754  | 2195  | 1908    | Registered Heritage Structure                  | 1993 |       |
| M     | George C. Harris House Municipal Heritage Building                                     | Téléverser                                                             | Grand Bank                              |                       | 47.1007 -55.754  | 7460  | 1908    | Municipal Heritage Building, Structure or Land | 2007 |       |
| M     | J. B. Foote House Municipal Heritage Building                                          | Téléverser                                                             | Grand Bank                              |                       | 47.1024 -55.7586 | 7461  | 1908    | Municipal Heritage Building, Structure or Land | 2007 |       |
| P     | Stoodley Fishing Stage                                                                 | Téléverser                                                             | Grand Bank                              |                       | 47.0995 -55.7528 | 2026  | 1880    | Registered Heritage Structure                  | 2002 |       |
| M     | Stoodley Fishing Stage Municipal Heritage Building                                     | Téléverser                                                             | Grand Bank                              |                       | 47.0995 -55.7528 | 7462  |         | Municipal Heritage Building, Structure or Land | 2007 |       |
| P     | The Thorndyke                                                                          | Téléverser                                                             | Grand Bank                              |                       | 47.1007 -55.754  | 2196  | 1917    | Registered Heritage Structure                  | 1988 |       |
| M     | The Thorndyke Municipal Heritage Building                                              | Téléverser                                                             | Grand Bank                              |                       | 47.1194 -55.7532 | 7463  | 1917    | Municipal Heritage Building, Structure or Land | 2007 |       |
| P     | Harmsworth Hall                                                                        | Harmsworth Hall                                                        | Grand Falls-Windsor                     |                       | 49.0096 -55.5085 | 2560  | 1929    | Registered Heritage Structure                  | 1998 |       |
| M     | St. Matthew's Presbyterian Church                                                      | St. Matthew's Presbyterian Church                                      | Grand Falls-Windsor                     |                       | 48.9312 -55.6594 | 5022  | 1910    | Municipal Heritage Building, Structure or Land | 2005 |       |
| P     | Greenspond Courthouse                                                                  | Téléverser                                                             | Greenspond                              |                       | 49.0686 -53.5681 | 2074  | 1900    | Registered Heritage Structure                  | 1988 |       |
| P     | Harding House                                                                          | Téléverser                                                             | Greenspond                              |                       | 49.0686 -53.5675 | 1887  | 1890    | Registered Heritage Structure                  | 2002 |       |
| P     | Hector Carter House, Henhouse, Fishing Shed and Property Registered Heritage Structure | Téléverser                                                             | Greenspond                              |                       | 49.0686 -53.5675 | 10636 | 1910    | Registered Heritage Structure                  | 2008 |       |
| M     | Beaver Pond Municipal Heritage Site                                                    | Téléverser                                                             | Harbour Breton                          |                       | 47.477 -55.832   | 11962 |         | Municipal Heritage Building, Structure or Land | 2009 |       |
| M     | Deadman’s Cove Municipal Heritage Site                                                 | Téléverser                                                             | Harbour Breton                          |                       | 47.467 -55.847   | 15369 |         | Municipal Heritage Building, Structure or Land | 2009 |       |
| M     | Friar’s Cove Municipal Heritage Site                                                   | Téléverser                                                             | Harbour Breton                          |                       | 47.464 -55.797   | 15368 |         | Municipal Heritage Building, Structure or Land | 2010 |       |
| M     | Gorman/Hynes House Municipal Heritage Site                                             | Téléverser                                                             | Harbour Breton                          |                       | 47.472 -55.827   | 13794 | 1912    | Municipal Heritage Building, Structure or Land | 2009 |       |
| M     | Gun Hill Municipal Heritage Site                                                       | Téléverser                                                             | Harbour Breton                          |                       | 47.489 -55.811   | 11963 |         | Municipal Heritage Building, Structure or Land | 2009 |       |
| M     | Harbour Breton Landslide Monument Municipal Heritage Site                              | Téléverser                                                             | Harbour Breton                          |                       | 47.479 -55.806   | 13240 |         | Municipal Heritage Building, Structure or Land | 2009 |       |
| M     | Hunt's Point Municipal Heritage Site                                                   | Téléverser                                                             | Harbour Breton                          |                       | 47.485 -55.802   | 12909 |         | Municipal Heritage Building, Structure or Land | 2009 |       |
| M     | Man-of-War Brook Municipal Heritage Site                                               | Téléverser                                                             | Harbour Breton                          |                       | 47.475 -55.8144  | 10832 |         | Municipal Heritage Building, Structure or Land | 2008 |       |
| M     | Newman and Company Root Cellar Municipal Heritage Site                                 | Téléverser                                                             | Harbour Breton                          |                       | 47.48 -55.802    | 15367 |         | Municipal Heritage Building, Structure or Land | 2010 |       |
| M     | Newman’s Flagpole Rock Municipal Heritage Site                                         | Téléverser                                                             | Harbour Breton                          |                       | 47.48 -55.8      | 13795 |         | Municipal Heritage Building, Structure or Land | 2009 |       |
| M     | Red Head Municipal Heritage Site                                                       | Téléverser                                                             | Harbour Breton                          |                       | 47.459 -55.832   | 15366 |         | Municipal Heritage Building, Structure or Land | 2009 |       |
| M     | Rocky Point Light Tower Municipal Heritage Site                                        | Téléverser                                                             | Harbour Breton                          |                       | 47.479 -55.794   | 13796 | 1881    | Municipal Heritage Building, Structure or Land | 2009 |       |
| M     | St. Bartholomew’s Memorial Stone Municipal Heritage Site                               | Téléverser                                                             | Harbour Breton                          |                       | 47.48 -55.814    | 13797 |         | Municipal Heritage Building, Structure or Land | 2009 |       |
| M     | Sunny Cottage Municipal Heritage Building                                              | Téléverser                                                             | Harbour Breton                          |                       | 47.4766 -55.8261 | 11950 | 1909    | Municipal Heritage Building, Structure or Land | 2008 |       |
| P     | Sunny Cottage Registered Heritage Structure                                            | Téléverser                                                             | Harbour Breton                          |                       | 47.4766 -55.8261 | 1937  |         | Registered Heritage Structure                  | 1988 |       |
| P     | Truth Loyal Orange Lodge LOL 116                                                       | Truth Loyal Orange Lodge LOL 116                                       | Herring Neck                            |                       | 49.6471 -54.7619 | 2203  | 1904    | Registered Heritage Structure                  | 1986 |       |
| P     | Brett House and Outbuildings                                                           | Téléverser                                                             | Joe Batt's Arm-Barr'd Islands-Shoal Bay |                       | 49.7296 -54.1733 | 2228  | 1879    | Registered Heritage Structure                  | 2003 |       |
| M     | Brett Property Municipal Heritage Site                                                 | Téléverser                                                             | Joe Batt's Arm-Barr'd Islands-Shoal Bay |                       | 49.7296 -54.1733 | 8144  |         | Municipal Heritage Building, Structure or Land | 2007 |       |
| M     | St. John Lodge Society of United Fishermen No. 11 Municipal Heritage Building          | Téléverser                                                             | Joe Batt's Arm-Barr'd Islands-Shoal Bay |                       | 49.7253 -54.1789 | 10196 | 1916    | Municipal Heritage Building, Structure or Land | 2008 |       |
| M     | Noah Chippett Stage/Twine Loft and Wharf Municipal Heritage Site                       | Téléverser                                                             | Leading Tickles                         |                       | 49.501 -55.468   | 7308  |         | Municipal Heritage Building, Structure or Land | 2007 |       |
| M     | Old Catholic Cemetery Municipal Heritage Site                                          | Téléverser                                                             | Leading Tickles                         |                       | 49.4947 -55.4573 | 8008  |         | Municipal Heritage Building, Structure or Land | 2007 |       |
| M     | Old Church of England Cemetery Municipal Heritage Site                                 | Téléverser                                                             | Leading Tickles                         |                       | 49.5035 -55.458  | 8006  |         | Municipal Heritage Building, Structure or Land | 2007 |       |
| M     | Old Methodist Cemetery Municipal Heritage Site                                         | Téléverser                                                             | Leading Tickles                         |                       | 49.5015 -55.4703 | 8007  |         | Municipal Heritage Building, Structure or Land | 2007 |       |
| M     | Roland Chippett Stage Municipal Heritage Building                                      | Téléverser                                                             | Leading Tickles                         |                       | 49.501 -55.468   | 7309  |         | Municipal Heritage Building, Structure or Land | 2007 |       |
| P     | St. Anne's Church                                                                      | St. Anne's Church                                                      | Little Fogo Island                      |                       | 49.8117 -54.1207 | 2092  | 1873    | Registered Heritage Structure                  | 1995 |       |
| M     | Long Island Consumers Co-op Store Municipal Heritage Building                          | Téléverser                                                             | Lushes Bight-Beaumont-Beaumont North    |                       | 49.614 -55.678   | 7480  | 1957    | Municipal Heritage Building, Structure or Land | 2007 |       |
| M     | Reddy Property Municipal Heritage Site                                                 | Téléverser                                                             | Marystown                               |                       | 47.1585 -55.1625 | 5380  | 1897    | Municipal Heritage Building, Structure or Land | 2005 |       |
| M     | St. Gabriel's Hall Municipal Heritage Building                                         | Téléverser                                                             | Marystown                               |                       | 47.1611 -55.1619 | 7277  | 1919    | Municipal Heritage Building, Structure or Land | 2006 |       |
| M     | Piercey House Municipal Heritage Site                                                  | Téléverser                                                             | Milltown-Head of Bay d'Espoir           |                       | 47.915 -55.7508  | 13798 |         | Municipal Heritage Building, Structure or Land | 2009 |       |
| P     | Fishermen’s Union Trading Company Cash Store Registered Heritage Structure             | Téléverser                                                             | Musgrave Harbour                        |                       | 49.4496 -53.9431 | 8145  | 1910    | Registered Heritage Structure                  | 2007 |       |
| P     | Emma and Philip Templeman Property Registered Heritage Structure                       | Téléverser                                                             | New-Wes-Valley                          |                       | 49.2042 -53.5162 | 6297  |         | Registered Heritage Structure                  | 2006 |       |
| P     | Alphaeus Barbour House                                                                 | Téléverser                                                             | Newtown                                 |                       | 49.2018 -53.5154 | 2108  | 1904    | Registered Heritage Structure                  | 1986 |       |
| P     | St. Mark's Church                                                                      | Téléverser                                                             | Nippers Harbour                         |                       | 49.7843 -55.8669 | 2109  | 1845    | Registered Heritage Structure                  | 1992 |       |
| P     | Patrick Hayden Residence                                                               | Téléverser                                                             | Petite Forte                            |                       | 47.3954 -54.6683 | 5314  | 1889    | Registered Heritage Structure                  | 1997 |       |
| P     | Bethany United Church                                                                  | Téléverser                                                             | Petites                                 |                       | 47.6199 -58.6303 | 2318  | 1859    | Registered Heritage Structure                  | 1994 |       |
| M     | Hewlett House and Grounds Municipal Heritage Site                                      | Téléverser                                                             | Robert's Arm                            |                       | 49.4838 -55.8418 | 5966  | 1937    | Municipal Heritage Building, Structure or Land | 2006 |       |
| P     | Rose Blanche Lighthouse                                                                | Rose Blanche Lighthouse                                                | Rose Blanche                            |                       | 47.6167 -58.6833 | 2095  | 1856    | Registered Heritage Structure                  | 2002 |       |
| P     | Pickersgill Premises Registered Heritage Structure                                     | Téléverser                                                             | Salvage                                 |                       | 48.6833 -53.6333 | 2334  | 1914    | Registered Heritage Structure                  | 1997 |       |
| P     | Fishermen's Union Trading Company Premises Registered Heritage Structure               | Téléverser                                                             | Seldom-Little Seldom                    |                       | 49.6099 -54.185  | 15663 | 1912    | Registered Heritage Structure                  | 2009 |       |
| M     | H.C. Grant Heritage Museum Municipal Heritage Building                                 | Téléverser                                                             | Springdale                              |                       | 49.4966 -56.0703 | 5348  | 1920    | Municipal Heritage Building, Structure or Land | 2006 |       |
| P     | H.C. Grant Heritage Museum Registered Heritage Structure                               | Téléverser                                                             | Springdale                              |                       | 49.4966 -56.0703 | 4017  | 1920    | Registered Heritage Structure                  | 2005 |       |
| M     | Cape Chapeau Rouge Municipal Heritage Site                                             | Téléverser                                                             | St. Lawrence                            |                       | 46.8905 -55.3754 | 3593  |         | Municipal Heritage Building, Structure or Land | 2005 |       |
| M     | Cemetery for Priests and Religious Sisters Municipal Heritage Site                     | Téléverser                                                             | St. Lawrence                            |                       | 46.9214 -55.3774 | 5452  |         | Municipal Heritage Building, Structure or Land | 2005 |       |
| M     | Iron Springs Mine Municipal Heritage Site                                              | Téléverser                                                             | St. Lawrence                            |                       | 46.9862 -55.4173 | 3594  |         | Municipal Heritage Building, Structure or Land | 2005 |       |
| M     | St. Cecilia Roman Catholic Cemetery Municipal Heritage Site                            | Téléverser                                                             | St. Lawrence                            |                       | 46.9257 -55.3922 | 8581  |         | Municipal Heritage Building, Structure or Land | 2005 |       |
| M     | St. Lawrence Centennial Soccer Field                                                   | Téléverser                                                             | St. Lawrence                            |                       | 46.9224 -55.394  | 3554  | 1960    | Municipal Heritage Building, Structure or Land | 2005 |       |
| M     | St. Matthew's Anglican Cemetery Municipal Heritage Site                                | Téléverser                                                             | St. Lawrence                            |                       | 46.925 -55.3911  | 8580  |         | Municipal Heritage Building, Structure or Land | 2005 |       |
| M     | USS Truxtun and USS Pollux Historic Wreck Sites                                        | Téléverser                                                             | St. Lawrence                            |                       | 46.8773 -55.4284 | 3436  | 1942    | Municipal Heritage Building, Structure or Land | 2005 |       |
| P     | Dwyer House                                                                            | Téléverser                                                             | Tilting                                 |                       | 49.7056 -54.0585 | 2170  | 1890    | Registered Heritage Structure                  | 1990 |       |
| P     | Lane House                                                                             | Téléverser                                                             | Tilting                                 |                       | 49.7081 -54.0653 | 2114  |         | Registered Heritage Structure                  | 1994 |       |
| F     | Tilting                                                                                | Tilting                                                                | Tilting                                 |                       | 49.7056 -54.0659 | 13153 | 1992    | LHN                                            | 2003 |       |
| P     | Martin Greene House and Outbuildings                                                   | Téléverser                                                             | Tilting                                 |                       | 49.7023 -54.0639 | 2025  | 1910    | Registered Heritage Structure                  | 2003 |       |
| P     | Pearce Foley House Registered Heritage Structure                                       | Téléverser                                                             | Tilting                                 |                       | 49.705 -54.0585  | 2296  |         | Registered Heritage Structure                  | 2002 |       |
| P     | Tilting Registered Heritage District                                                   | Téléverser                                                             | Tilting                                 |                       | 49.7081 -54.0653 | 2731  | 1960    | Registered Heritage District                   | 2003 |       |
| P     | Ashbourne Longhouse                                                                    | Téléverser                                                             | Twillingate                             |                       | 49.6554 -54.761  | 2308  | 1820    | Registered Heritage Structure                  | 1991 |       |
| M     | Ashbourne Longhouse Municipal Heritage Site                                            | Téléverser                                                             | Twillingate                             |                       | 49.6554 -54.761  | 16265 |         | Municipal Heritage Building, Structure or Land | 2007 |       |
| P     | Ashbourne Office Registered Heritage Structure                                         | Téléverser                                                             | Twillingate                             |                       | 49.6554 -54.761  | 12899 |         | Registered Heritage Structure                  | 2007 |       |
| P     | Ashbourne Shop Registered Heritage Structure                                           | Téléverser                                                             | Twillingate                             |                       | 49.6554 -54.761  | 12900 |         | Registered Heritage Structure                  | 2007 |       |
| M     | Ephraim Jacobs House Municipal Heritage Site                                           | Téléverser                                                             | Twillingate                             |                       | 49.6631 -54.7601 | 16266 |         | Municipal Heritage Building, Structure or Land | 2004 |       |
| M     | Hart’s Cove General Cemetery Municipal Heritage Site                                   | Téléverser                                                             | Twillingate                             |                       | 49.663 -54.759   | 16267 |         | Municipal Heritage Building, Structure or Land | 2009 |       |
| P     | Hodge Brothers Premises Registered Heritage Structure                                  | Téléverser                                                             | Twillingate                             |                       | 49.6571 -54.7748 | 5356  | 1914    | Registered Heritage Structure                  | 2006 |       |
| P     | Loveridge House                                                                        | Téléverser                                                             | Twillingate                             |                       | 49.65 -54.7702   | 2627  | 1907    | Registered Heritage Structure                  | 1993 |       |
| M     | Loveridge House Municipal Heritage Site                                                | Téléverser                                                             | Twillingate                             |                       | 49.65 -54.7702   | 16268 |         | Municipal Heritage Building, Structure or Land | 2007 |       |
| M     | Old House Cove General Cemetery Municipal Heritage Site                                | Téléverser                                                             | Twillingate                             |                       | 49.649 -54.775   | 16269 |         | Municipal Heritage Building, Structure or Land | 2009 |       |
| F     | Phare                                                                                  | Téléverser                                                             | Twillingate                             |                       | 49.689 -54.8     | 9675  | 1883    | Recognized Federal Heritage Building           | 1989 |       |
| F     | Résidence double                                                                       | Téléverser                                                             | Twillingate                             |                       | 49.689 -54.7996  | 9625  | 1876    | Recognized Federal Heritage Building           | 1989 |       |
| M     | South Side United Church Municipal Heritage Building                                   | Téléverser                                                             | Twillingate                             |                       | 49.6527 -54.7609 | 7279  | 1868    | Municipal Heritage Building, Structure or Land | 2006 |       |
| P     | St. Peter's Anglican Church                                                            | St. Peter's Anglican Church                                            | Twillingate                             |                       | 49.6562 -54.7759 | 1902  | 1844    | Registered Heritage Structure                  | 1998 |       |
| P     | St. Peter's Lodge SUF 12, Victoria Hall, Registered Heritage Structure                 | St. Peter's Lodge SUF 12, Victoria Hall, Registered Heritage Structure | Twillingate                             |                       | 49.6497 -54.7723 | 5342  |         | Registered Heritage Structure                  | 2006 |       |
| M     | St. Peter’s Anglican Cemetery Municipal Heritage Site                                  | Téléverser                                                             | Twillingate                             |                       | 49.6547 -54.7783 | 16270 |         | Municipal Heritage Building, Structure or Land | 2009 |       |
| P     | Twillingate Masonic Temple                                                             | Téléverser                                                             | Twillingate                             |                       | 49.6463 -54.7676 | 2172  | 1907    | Registered Heritage Structure                  | 1998 |       |
| M     | Twillingate Masonic Temple Municipal Heritage Site                                     | Téléverser                                                             | Twillingate                             |                       | 49.6463 -54.7676 | 16271 | 1907    | Municipal Heritage Building, Structure or Land | 2007 |       |